# Elena Văcărescu
Elena Văcărescu (cunoscută și ca Hélène Vacaresco, n. 21 septembrie 1864, București, Principatele Unite Române – d. 17 februarie 1947, Paris, Franța) a fost o scriitoare română stabilită în Franța, membră de onoare a Academiei Române, laureată în două rânduri cu premiul Academiei Franceze. A avut o bogată activitate politică și literară la Paris.
A avut o idilă cu viitorul rege Ferdinand, relație dezaprobată de Regele Carol I și de guvern.

## Biografie
S-a născut la București la 21 septembrie 1864 într-o foarte veche și vestită familie de boieri. Este poetă, prozatoare, autoare de piese de teatru de expresie franceză. Este fiica diplomatului Ioan Văcărescu și a Eufrosinei Fălcoianu, nepoată pe linie directă a lui Iancu Văcărescu („Familia din care scobor eu a fost familia de intelectuali cu deosebire a României de odinioară”; „Mama mea aparținea și ea unei vechi familii de boieri - Fălcoianii - prezenți în toate cronicele de altădată ale Valahiei”). Își petrece copilăria și adolescența la vatra Văcăreștilor de lângă Târgoviște. („Dintre toate locurile unde au viețuit poeții, Văcăreștii din Dâmbovița duc mai mult cu ei semnul unei ursite și vraja unei amintiri”). Primește o educație aleasă. A studiat la Sorbona cursuri de Literatură, Filosofie, Estetică, Istorie și Mitologie.  Începe să scrie, creația sa literară fiind remarcată de: Vasile Alecsandri, Titu Maiorescu și Mihai Eminescu. Prin 1891 se află în Italia în exil, pentru ca după un scurt popas în țară, în 1895 să se stabilească definitiv în Franța, unde se distinge în viața literară pe mai multe planuri. Debutează în anul 1886 publicând la Paris volumul Chants d'Aurore (Cântecele zorilor), premiat de Academia Franceză. A tradus în limba franceză din poeziile lui Mihai Eminescu, Lucian Blaga, Octavian Goga, George Topârceanu, Ion Minulescu, Ion Vinea.
În perioada Primului Război Mondial, Elena Văcărescu a militat pentru realizarea Marii Uniri de la 1918.  A conferențiat în Belgia, Elveția, Franța, Italia, Spania. Începând din anul 1919 este numită de către regele României ca secretar general al Asociației Române pe lângă Societatea Națiunilor pentru o perioadă de douăzeci de ani. Pentru meritele sale, guvernul francez îi decernează ordinul Cavaler al Legiunii de Onoare. Ca urmare, în anul 1925, Elena Văcărescu devine membru de onoare al Academiei Române, ea fiind prima femeie din România care a beneficiat de acest titlu.
În anul 1945 este consilier cultural al Legației Române de la Paris.
Moare la Paris, la 17 februarie 1947, și este înhumată în cripta familiei Văcăreștilor din cimitirul Bellu. Ea a lăsat moștenire Academiei Române, prin testament, majoritatea averii Văcăreștilor.
Lucrările sale au fost traduse în diverse limbi: italiană, chineză, engleză, olandeză și daneză.

## Opera

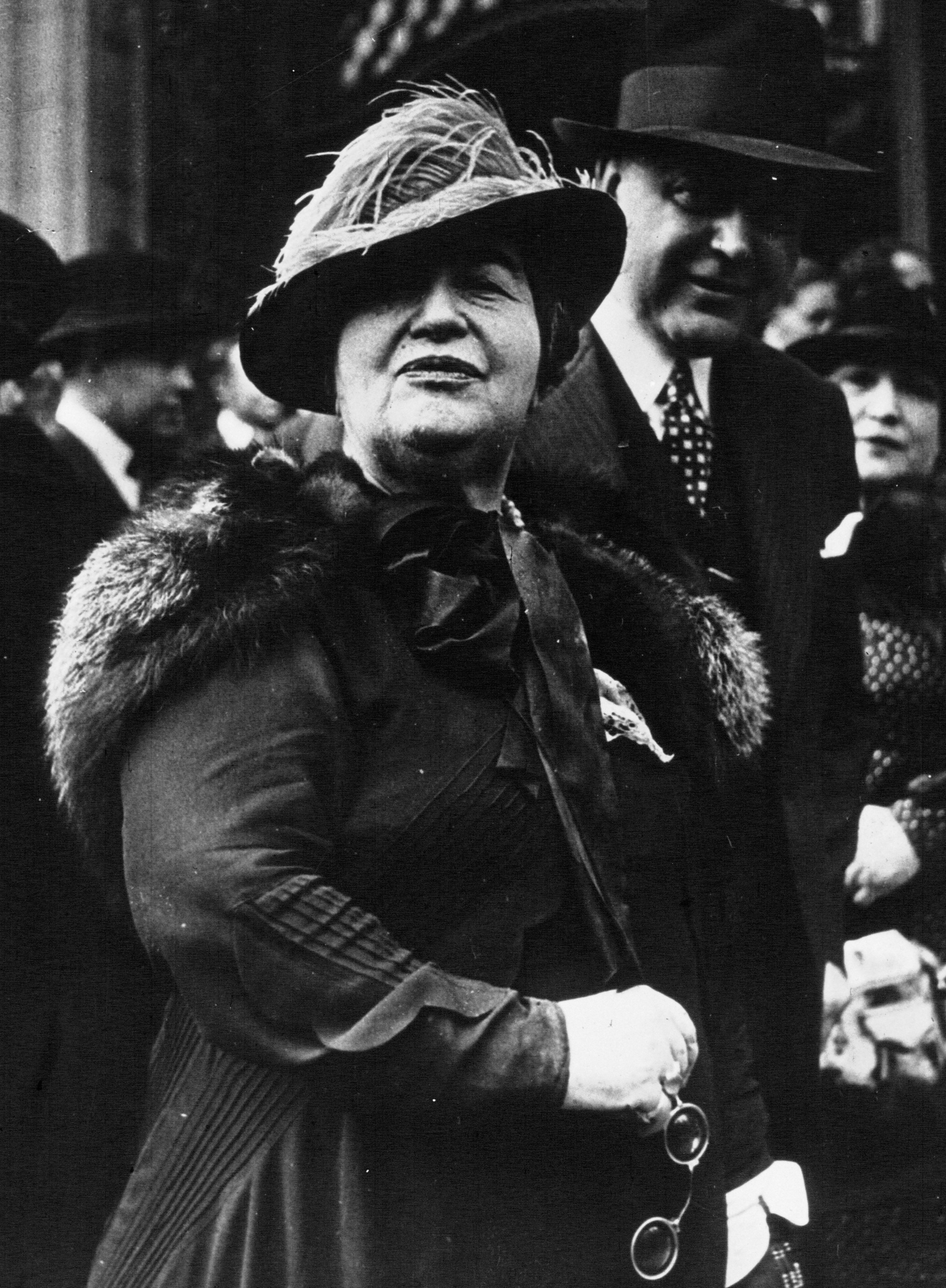
1936, Hélène Vacaresco, secretar general al Asociației Române, de pe lângă Societatea Națiunilor

### Versuri originale
- Chants d'aurore (Cântecele zorilor) (1886)
- L'âme sereine (Cu inima senină) (1896)
- Lueurs et flammes  (Licăriri și văpăi) (1903)
- Le Jardin passionné (Grădina dorului) (1908)
- La Dormeuse éveillée (Visând cu ochii deschiși) (1914)

### Prelucrări folclorice
- Le Rhapsode de la Dâmbovița (Rapsodul Dâmboviței) (1889)
- Nuits d'Orient (Nopți orientale) (1907)
- Dans l'or du soir (În auriul înserării) (1927)

### Romane
- Amor vincit (Amorul învinge) (1908)
- Le Sortilège (Vraja) (1911)

### Memorialistică
- Memorial sur le mode mineur (Memorial la modul minor) (1946)
- Le Roman de ma vie (Romanul vieții mele)

### Teatru
- Cobzarul (1911) [11][12]
- Stana (1904)
- Pe urma dragostei (1985)

### Ediții românești
- Scrieri alese; Țara mea (1977)
- Memorii (1989)
- Hoinari în țara zânelor (1991)

 Arhivat în 28 septembrie 2007, la Wayback Machine.

## Aprecieri critice

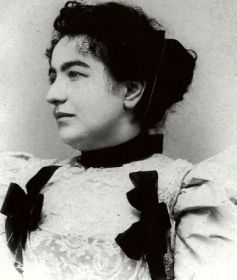
Elena Văcărescu în tinerețe

### Nicolae Iorga
„Toate popoarele cuprind în cadrul vieții lor sufletești ceea ce s-a scris de persoane aparținându-le în alte limbi.”

### Camil Petrescu
„N-a fost niciodată despărțită de țara în limba căreia n-a scris (...). O româncă din cel mai adevărat sânge românesc, care își afirmă cu orgoliu și originea și sufletul românesc (...) O asemenea personalitate onorează două literaturi.”

### Șerban Cioculescu
„Așa cum se-ntreba cândva Tudor Arghezi, cum de-a-ncăput în el țara întreagă, ne putem minuna de sensibilitatea exponențială a înzestratei poete de limbă franceză, care cu fapta, cu cuvântul și cu versul, el însuși acțiune, a stat necontenit în serviciul îndepărtatei patrii, pentru ea, omniprezentă.”

### Ion Stăvăruș
„Deocamdată în linie directă din spița glorioasă a Văcăreștilor - poeți (nepoată a lui Iancu, autorul "Primăverii amorului"), Elena Văcărescu a încheiat șirul strămoșilor care au răspuns, cu pana și inima, celebrului Testament al lui Ienăchiță. Prin opera literară cât și prin vasta sa activitate ea s-a pus neîncetat, din dragoste și cu ambiție, de la vârsta adolescenței la octogenat, în slujba culturii române și afirmării spiritului național dincolo de meridianul locului.”

## Omagieri
Un crater de pe planeta Venus a primit numele Văcărescu.